# Jovita Feitosa
Antônia Alves Feitosa, más conocida como Jovita Feitosa (8 de marzo de 1848 en Tauá, Brasil - 9 de octubre de 1867 en Río de Janeiro, Brasil), fue una joven que se alistó en el Ejército Brasileño disfrazada de hombre para luchar en la Guerra de la Triple Alianza. Al ser descubierta, fue festejada como heroína patriótica, aunque las autoridades le prohibieron participar como combatiente. Se la ha interpretado como una heroína militar, como un símbolo de la lucha contra el sexismo, como una herramienta de la propaganda imperial para el reclutamiento y como una arquetípica doncella guerrera.

## Biografía
Feitosa nació en Tauá. Sus padres eran Maximiano Bispo de Oliveira y Maria Alves Feitosa, de estatura media y rasgos indios. Tras la muerte de su madre a causa del cólera, Feitosa se trasladó a Jaicós con su padre para vivir con unos parientes. Allí estudió música. Tras una desavenencia con un tío, dejó de lado sus aspiraciones musicales y se trasladó a Teresina.
A los 17 años, intentó convertirse en soldado en la Guerra de la Triple Alianza. Disfrazada de hombre, con corte de pelo al estilo militar, los pechos tapados y tocado militar, caminó más de 250 millas hasta la capital de la provincia para alistarse. Sus rasgos femeninos y los agujeros en las orejas la delataron y fue desenmascarada por una mujer en el mercado.
Al ser llevada a la policía para ser interrogada, sollozó desconsoladamente y expresó su deseo de luchar en las trincheras. Aunque se le hizo una oferta para convertirse en enfermera auxiliar, declinó, declarando que quería vengar la «humillación pasada por sus compatriotas a manos de paraguayos desalmados». Después de que su caso llegara a oídos de Franklin Dória, barón de Loreto, entonces presidente (el equivalente al cargo actual de gobernador) de la provincia de Piauí, se le permitió ingresar en el Ejército Nacional como sargento segundo. Recibió uniformes y se dirigió a Parnaíba con los demás voluntarios. Partió de Teresina en un vapor que transportaba 1302 piauienses que integraban la 2ª Agrupación de Voluntarios, bajo el mando del Mayor John Fernandes de Moraes. Al llegar a Recife y São Luís, fue homenajeada por su valentía y cenó con los presidentes de las provincias.
El barco llegó a Río de Janeiro el 9 de septiembre de 1865. Aquí, Feitosa se convirtió en una personalidad notable. Todos querían conocer a la mujer de Piauí que quería ir a la guerra. En noviembre, el ministro de Guerra, Visconde de Cairú, emitió una carta negando el permiso para que Feitosa se uniera al frente de batalla. "Poco se sabe de lo que Feitosa hizo durante los dos años siguientes. Hay quien dice que se dirigió clandestinamente al sur para combatir, aunque no hay pruebas fehacientes de ello". Hacia finales de año, Feitosa entabló una relación sentimental con William Noot, ingeniero inglés, y se fue a vivir con él a Praia do Russel. La abandonó sin dar explicaciones. Existen versiones alternativas sobre su muerte. Según una de ellas, se suicidó con un puñal en el corazón en 1867, a la edad de 19 años. Según otra, murió en la batalla de Acosta Ñu, en 1869.

## Interpretaciones

### Herramienta de reclutamiento
Jovita Feitosa apareció en un momento oportuno para el esfuerzo bélico, ya que el reclutamiento flaqueaba. Se ha argumentado que la convirtieron en un instrumento de propaganda para el reclutamiento y que la utilizaron para manipular a la opinión pública (aunque ella misma no lo había pretendido). Se trataba de una campesina de un lugar remoto del Imperio que se había disfrazado de hombre para alistarse: un ejemplo para animar a los tímidos voluntarios varones y avergonzar a los evasores. Por eso fue agasajada y acompañada por periodistas allá donde iba -su gira por las provincias del norte ha sido descrita como un «verdadero circo»- y el propio emperador Pedro II le concedió una audiencia.
Sin embargo, empezó a dividir a la opinión pública; hubo muchas voces discordantes, y algunos incluso cuestionaron sus motivos para alistarse, diciendo que lo había hecho para seguir a un amante. Se le preguntó cómo había sido nombrada sargento, un ascenso bastante difícil para los soldados varones y que nunca se concedía a los reclutas novatos. En cualquier caso, las mujeres tenían un papel adecuado en la guerra, pero éste no incluía el combate. El escritor y soldado Alfredo D'Escragnolle Taunay escribió que «debería haber recordado que para una mujer es más noble curar heridas que abrirlas». El 16 de septiembre de 1865, el Departamento de Guerra dictaminó que permitirle ser combatiente era contrario a las normas militares, aunque no le prohibió ir al teatro de la guerra en alguna otra función, por ejemplo de enfermera, que era una antigua tradición brasileña. (Según el historiador Francisco Doratioto, fue enfermera; algunas fuentes afirman que fue a Paraguay en esa función, entre agosto y diciembre de 1865.)  Al dejar de ser útil a las autoridades se le permitió abandonar las noticias, por lo que su historia posterior es oscura. Al regresar a su provincia natal, no fue bien recibida por su padre. El 16 de noviembre de 1867, el periódico local informa de su suicidio. Algunos afirman que regresó a Río de Janeiro, donde fue abandonada por su amante, un ingeniero inglés; otros, que murió en un incendio.

### Arquetipo
La figura de Jovita también ha sido considerada dentro del arquetipo de mujer guerrera, siendo llamada la «Juana de Arco brasileña».

## Legado
La plaza Jovita Feitosa, bautizada en su honor, se encuentra en Fortaleza. En 2012, su biografía fue promovida en un programa especial de televisión por Cidade Verde como Feitosa y se considera que abrió el camino a otras mujeres. Mujeres guerreras en la literatura y la cultura